# Ласло Фазекаш
Ласло Фазекаш (угор. László Fazekas, нар. 15 жовтня 1947, Будапешт) — угорський футболіст, що грав на позиції нападника. По завершенні ігрової кар'єри — тренер. Футболіст року в Угорщині (1970).
Виступав, зокрема, за клуб «Уйпешт», а також національну збірну Угорщини.

## Клубна кар'єра
Вихованець клубу «Уйпешт». З 1965 року став виступати за основну команду клубу. За його допомогою команда досягла найкращих результатів в своїй історії, вигравши 9 титулів чемпіона Угорщини, 7 з яких були поспіль, що і донині є рекордом чемпіонату Угорщини. За цей час йому вдалося провести за клуб 408 матчів у чемпіонаті Угорщини і забити 252 голи. Він був найкращим бомбардиром чемпіонату тричі поспіль, у 1976, 1978 та 1980 роках. При цьому в останньому з них забивши цілих 35 голів став другим найкращим бомбардиром року в Європі. Того сезону більше забив лише бельгійський нападник Ервін Ванденберг.
1980 року Фазекаш став лише другим угорським футболістом після Ласло Балінта, який після Другої світової війни отримав офіційне право від керівництва країни виступати за кордоном, враховуючи його заслуги. В результаті Фазекаш у віці 33 років став гравцем бельгійського «Антверпена», де провів 4 сезони, а завершив ігрову кар'єру у команді другого бельгійського дивізіону «Сент-Трюйден», за яку виступав протягом 1984—1985 років.

## Виступи за збірну
У складі олімпійської збірної був учасником футбольного турніру на Олімпійських іграх 1968 року у Мехіко, на якому зіграв у всіх 6 іграх і забив 1 гол, здобувши того року титул олімпійського чемпіона.
4 травня 1968 року дебютував в офіційних матчах у складі національної збірної Угорщини у відбірковому матчі до чемпіонату Європи 1968 року проти збірної СРСР (2:0). Свій перший гол за збірну забив наступного року у ворота збірної Чехословаччини (3:3) в рамках відбору на чемпіонат світу 1978 року.
У складі збірної був учасником чемпіонату світу 1978 року в Аргентині, де відіграв лише один тайм у матчі проти Італії (1:3). Натомість на наступному чемпіонаті світу 1982 року в Іспанії Фазекаш вже був основним, зігравши всі три гри і забивши два голи в історичному матчі з Сальвадором (10:1), в якому була зафіксована найбільша перемога в історії чемпіонатів світу.
Загалом протягом кар'єри у національній команді, яка тривала 16 років, провів у її формі 92 матчі, забивши 24 голи. У 25 матчах був капітаном команди.

## Кар'єра тренера
По завершенні кар'єри гравця залишився у Бельгії, очоливши 1985 року тренерський штаб клубу «Расінг Жет». В подальшому тренував інші місцеві клуби «Ендрахт», «Гарельбеке», «Уніон Сент-Жілуаз» та «Антверпен».

## Титули і досягнення
- Чемпіон Угорщини (8):

«Уйпешт»: 1969, 1970, 1970/71, 1971/72, 1972/73, 1973/74, 1974/75, 1977/78, 1978/79
- Володар Кубка Угорщини (5):

«Уйпешт»: 1969, 1970, 1974/75, 1981/82, 1982/83
- Олімпійський чемпіон:

Угорщина: 1968

### Особисті досягнення
- Футболіст року в Угорщині: 1970
- Найкращий бомбардир чемпіонату Угорщини (3): 1975/76 (19 голів), 1977/78 (24 голи), 1979/80 (36 голів)